# Het Nationale Dagblad
Das Nationale Dagblad (Die Nationale Tageszeitung) war eine niederländische Tageszeitung mit Redaktionssitz in Amsterdam. Es war neben der Wochenzeitung Volk en Vaderland die Parteizeitung der niederländischen Nationalsozialisten NSB.

## Geschichte
Die Erstausgabe des Nationale Dagblad erschien am 2. November 1936 mit einer Auflage von 100.000 Exemplaren, Chefredakteur Meinoud Rost van Tonningen war auch gleichzeitig der Fraktionsvorsitzende der NSB in der Zweiten Kammer der Generalstaaten. Er war ein Exponent des völkisch-annexionistischen, d. h. überaus prodeutschen Flügels innerhalb der NSB, während Volk en Vaderland die Position der Parteiführung unter Anton Mussert wiedergab. Inhaltlich war das Nationale Dagblad im Gegensatz zu Volk en Vaderland weniger polemisch-ideologisch ausgerichtet; der Hauptaugenmerk sollte auf der Information der Leser liegen. Nach einigen Monaten wurde mit 11.000 Exemplaren zunächst nur noch ein Bruchteil der Erstausgabe erreicht.
Bereits 1937 wurde der Direktor der Zeitung aus dem Tageszeitungsverband NDP ausgeschlossen. Dies hatte nichts mit seiner Person zu tun, sondern mit seiner Zeitung, die die bürgerliche Presse heftig angegriffen hatte. Am ersten Tag des Angriffs der Deutschen auf die Niederlande, dem 10. Mai 1940, wurde das Nationale Dagblad verboten, nach dem schnellen Sieg der Deutschen konnte es aber bereits sieben Tage später wieder erscheinen. Rost van Tonningen war noch vor dem Angriff am 3. Mai als staatsgefährdende Person inhaftiert worden, kam jedoch nach dem Abschluss der Kämpfe wieder frei. Bereits im Oktober jenes Jahres wurde er jedoch von Mussert entlassen. Die Zeitung hatte Rost van Tonningen eingeschlossen während der Besatzungszeit vier aufeinanderfolgende Chefredakteure, diese andauernden Neubesetzungen waren während dieser Jahre in der niederländischen Presse keine Seltenheit.
Da die niederländischen Zeitungen seit 1941 nicht nur vermehrt gleichgeschaltet wurden, sondern auch Redakteure aus den Reihen der NSB aufgedrängt bekamen, unterschieden sie sich immer weniger von dem rechtsextremen Nationale Dagblad. Die Auflage der Zeitung blieb im Vergleich zu ihrer Konkurrenz trotz deutlicher Steigerungen während der Besatzungszeit gering, auch wenn das Nationale Dagblad beispielsweise hinsichtlich der Paperkontigentierung bevorteilt wurde. Im Juli 1943 wurde ein Wert von 27.247 Exemplaren erreicht, damit befand sich das Nationale Dagblad im Feld der landesweiten Zeitungen auf dem letzten Platz. Nach dem Zweiten Weltkrieg erhielt die Zeitung ein 75-jähriges Erscheinungsverbot.
Rost van Tonningen wurde gefangen genommen und beging während seiner Haft Selbstmord. Einer seiner Nachfolger, J. Raatgever, erhielt eine 18-jährige Gefängnisstrafe und ein 20-jähriges Berufsverbot.